# Дилан Маккей
Дилан Маккей (англ. Dylan McKay) — персонаж телесериалов «Беверли-Хиллз, 90210» и «90210: Новое поколение», созданный сценаристом Дарреном Старом. Роль Дилана исполнил американский актёр Люк Перри.

## Беверли-Хиллз, 90210
Крутой парень из Беверли-Хиллз. Родители Дилана развелись, когда тот был ребёнком, поэтому он был предоставлен сам себе. Вследствие этого в нём так много готовности к принятию отчаянных решений. Однако при всём при этом он очень раним. У него не было настоящих друзей до встречи с Брендоном и Брендой. Некоторое время Бренда могла спасать Дилана от алкоголя и наркотиков, но в конечном счёте жизнь показала, что «любить Дилана Маккея — ох, как непросто».
Устав от отношений с Брендой, Дилан окунулся с головой в летний роман с Келли, пока Бренда отдыхала вместе с Донной в Париже. Но и у Келли не хватило сил, чтобы справиться с юношей — слишком много потрясений, среди которых и смерть отца, Джека Маккея, выбивают юношу из колеи.
Дилан уходит в запой после того, как Сьюзан Стил крадёт его деньги и увозит его сестру Эрику в неизвестном направлении. Тем временем, у Келли начинается роман с Брендоном.
В этот момент в жизни Дилана появляется отчаянная девчонка Велори Мелоун, которая после непродолжительного романа помогла Дилану вернуть деньги и Эрику, которую отправили жить на Гавайи, вместе с Айрис Маккей.
Так начинается новая глава в жизни Дилана, — юноша решает отомстить убийце своего отца, гангстеру Тони Маршетту, убив его сына, которого назвали в честь отца. Однако вскоре выясняется, что Тони — это сокращение от женского имени Антония. Дочь Маршетта оказывается прекрасной девушкой, которая даже и понятия не имела о том, чем занимается её отец.
Дилан и Антония влюбляются друг в друга и вскоре женятся, вопреки угрозам Маршетта. В день свадьбы, в Беверли-Хиллз проходит ураган, из-за которого киллер гангстера по ошибке убивает Антонию, которая ехала в машине Дилана.
На похоронах жены, Дилан говорит Маршетту, что они квиты — оба дорогих им человека мертвы. Вскоре, попрощавшись с Брендоном и оставив ему ключи от его дома, Дилан покидает Беверли-Хиллз.
Следующие 3 года жизни Дилана Маккея упоминаются кратко самим героем в беседе с Келли уже после его возвращения в США (9-10 сезон). По словам Дилана, после одного года, проведённого им вместе с Брендой в Лондоне, он два года ездил по разным странам и участвовал в восхождении на одну из самых высоких гор мира. Судя по этому упоминанию, Бренда так и не сумела стать в его жизни тем единственным самым важным человеком.
Дилан возвращается в Беверли-Хиллз. Один. Вскоре у него начинается роман с сестрой Донны, Джиной Кинкейд, а наркотики и алкоголь продолжают губить его жизнь. Но после несчастного случая с Донной, произошедшего по вине Дилана, юноше приходится взять за ум. Не без помощи друзей, конечно. Джина уезжает из Беверли-Хиллз после смерти доктора Мартина, и Дилан вновь остаётся один, переключив всё своё внимание на Келли, встречающуюся с адвокатом Меттом Дёрнингом.
Келли начинает много времени проводит вместе с Диланом, который уверен, что видел своего отца, которого он вскоре, действительно, находит. Джек Маккей входит в программу по защите свидетелей, и сейчас счастливо живёт со своей новой женой и маленьким сынишкой.
Тем временем, Келли узнаёт, что Метт изменил ей во время их с Диланом поездки в пустыню. Тогда девушка расторгает помолвку с Меттом. На свадьбе Дэвида и Донны Келли целует Дилана, это позволяет надеяться, что у этой пары всё наладится.

## 90210: Новое поколение
В продолжении сериала под названием «90210» зрители узнают, что у Дилана есть сын Сэмми от Келли, но по неизвестным причинам Дилан не живёт с ними.
Вероятно, решившись на такой шаг, продюсеры посчитали, что у Люка Перри, отказавшегося принять участие в продолжении сериала, просто не останется выбора, и он согласится начать работу в новом шоу. Однако Перри остался непреклонен, комментируя спекуляции сценаристов следующей фразой: «Они вольны делать с персонажем, что захотят, но мой ответ по-прежнему нет».
Люк Перри так высказался о спин-оффе и своём участии в нём:
Я буду связан с Диланом до самой смерти, и это здорово. Я создал Дилана Маккея. Он мой. […] Но в актёрском бизнесе дела обстоят так — нужно двигаться вперёд, и если я вновь сыграю Дилана в продолжении, это многое скажет обо мне. […] Разница между тем, что делал Аарон Спеллинг и канал «CW» огромна, и я не могу вернуть к жизни героя, если рядом не будет Аарона.

## Кастинг и признание
Изначально предполагалось, что Дилан станет в большей степени антагонистом, однако с особой харизмой, «крутым и привлекательным плохим мальчиком». Героя назвали в честь актёра Мэтта Диллона. Процесс кастинга был сложным, так как авторы хотели показать ум героя, и актёр должен был уметь говорить по-французски. Чарльз Розин говорит, что перед Перри прослушивания прошли около двадцати актёров, но Люк сразу приковал к себе внимание, и выбор был единогласным. Однако Джоанна Рей рассказывает, что после кастинга один из руководителей канала сказал, что ему не нравится выбор актёра на эту роль. Боссы студии отказались платить Перри, и Спеллинг взял расходы на себя. Сын продюсера, Ренди Спеллинг, вспоминает слова отца: «Перри — харизматичный парень, в чём-то похожий на Джеймса Дина».
Образ персонажа был хорошо воспринят критиками; Дилан считается одним из самых популярных персонажей сериала.